# ヴェリボール・トピッチ
ヴェリボール・トピッチ（Velibor Topic、1970年 - )は、ボスニア・ヘルツェゴビナモスタル出身の俳優。

## 主な出演作品
- S.A.S. 英国特殊部隊 Ultimate Force (2003)
- 第一容疑者　姿なき犯人 Prime Suspect (2003)
- ジャン＝クロード・ヴァン・ダム ザ・コマンダー Second in Command） (2005)
- キングダム・オブ・ヘブン Kingdom of Heaven (2005)
- 沈黙の戦場 Zivi I Mrtvi (2007)
- 悪の法則 The Counselor (2013)
- われらが背きし者 Our Kind of Traitor (2016)